# 魏向軍
魏向軍（1985年11月10日—），中國男子柔道運動員，山東臨沂出生。

## 生涯
魏向軍在2002年開始於八一隊參與柔道訓練，華力格為他的教練。翌年，他升至八一體工隊，教練劉澤友。2005年，他成為國家隊一員，石明與劉俊林都是他的教練。